# Zygmunt Rucker (1897–1964)
Zygmunt Kazimierz Rucker (ur. 27 stycznia 1897 we Lwowie, zm. 28 czerwca 1964 w Nowym Jorku) – przemysłowiec, działacz gospodarczy, radny Rady Miasta Lwowa, oficer Wojska Polskiego, działacz społeczny i sportowy.

## Życiorys

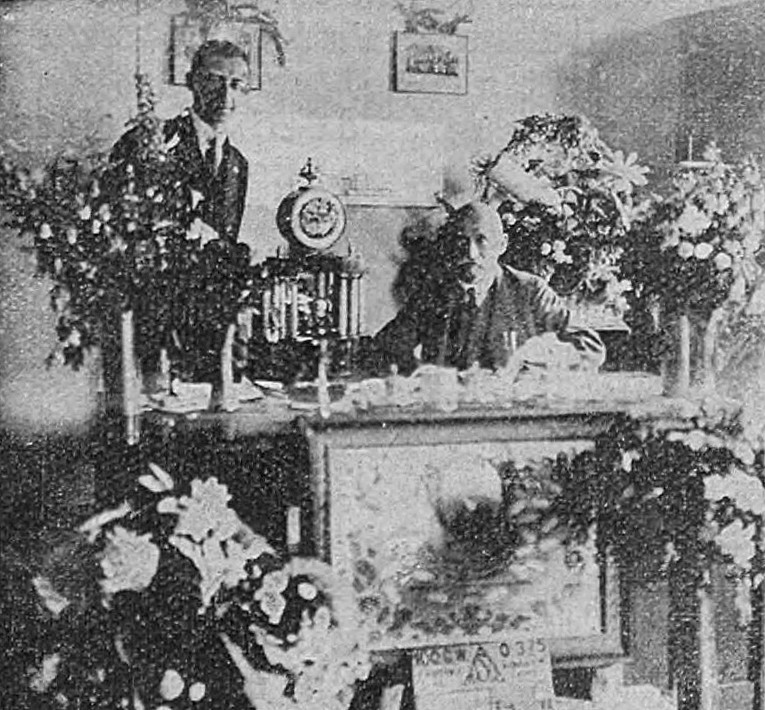
Zygmunt Rucker z ojcem (1924)

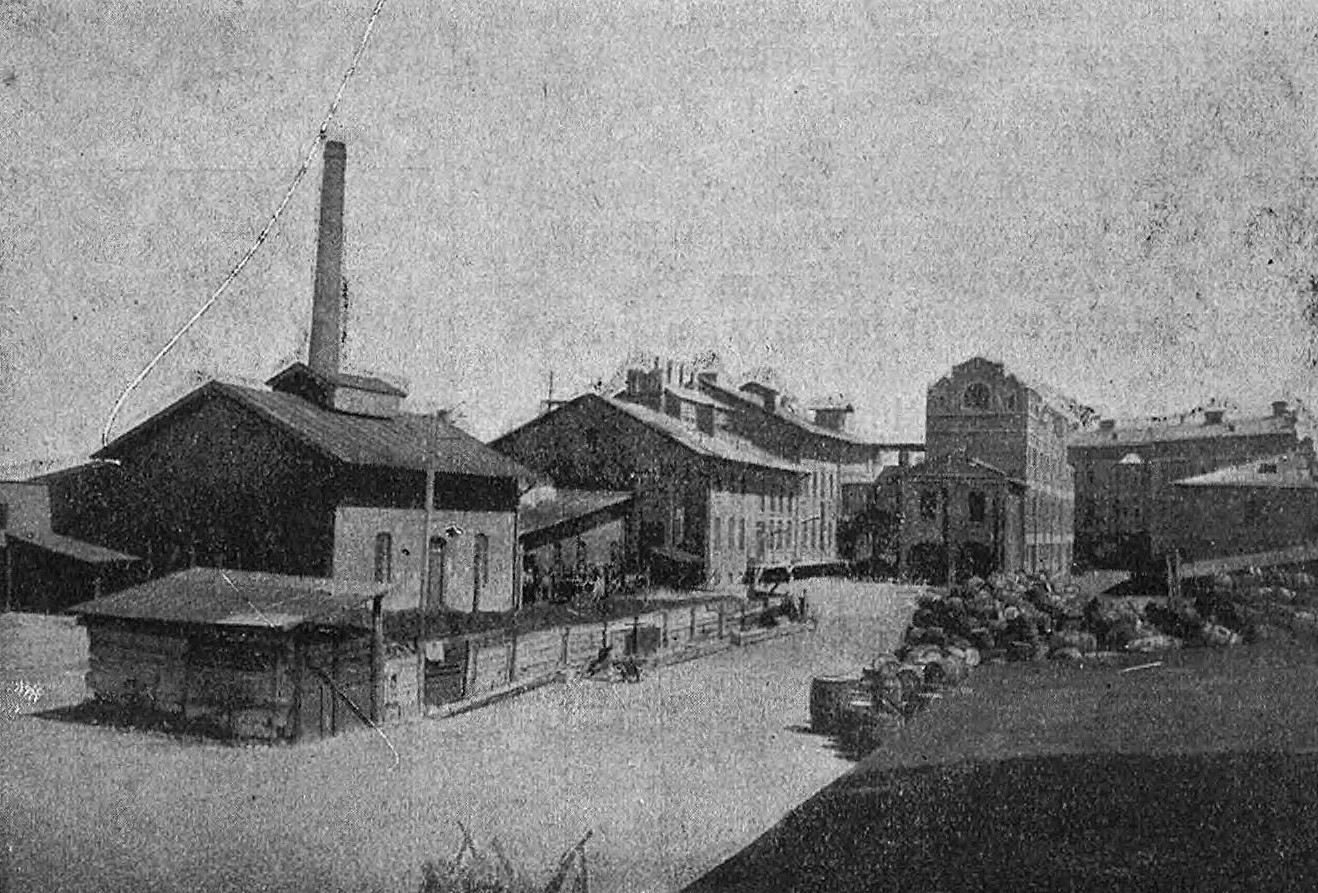
Fabryka Konserw Z. Ruckera we Lwowie-Zniesienie

Urodził się 27 stycznia 1897 we Lwowie. Pochodził z rodziny żydowskiej. By wnukiem Zygmunta Ruckera (1836–1888), właściciela apteki „Pod Srebrnym Orłem” we Lwowie, założyciela fabryki konserw we Lwowie, radnego, synem Jana (1867–1945), przemysłowca, radnego Lwowa, i Stefanii z d. Markheim (1860–1945), bratem Marii (po mężu Nahtik).
U kresu I wojny światowej w listopadzie 1918 uczestniczył w obronie Lwowa w 1918 w trakcie wojny polsko-ukraińskiej, służąc na odcinku Góra Stracenia oraz w składzie Pociągu Pancernego nr 3. W Wojsku Polskim został awansowany na stopień podporucznika rezerwy piechoty ze starszeństwem z dniem 1 lipca 1925. W 1934 jako podporucznik rezerwy był przydzielony do Oficerskiej Kadry Okręgowej nr VI jako oficer pospolitego ruszenia i pozostawał wówczas w ewidencji Powiatowej Komendy Uzupełnień Lwów Miasto.
Uzyskał stopień doktora. W II Rzeczypospolitej po ojcu został właścicielem rodzinnej fabryki na lwowskim Zniesieniu, produkującej konserwy mięsne i owocowe, bekony oraz przetwory, w której przejął kierownictwo i od lutego 1935 prowadził spółkę akcyjną „Fabryka Konserw we Lwowie” (jego poprzednikiem był Tadeusz Höflinger). Wcześniej, w 1924 obchodzono uczystość 50-lecia istnienia frabryki. Objął funkcję wiceprezesa Związku Bekonowego w Warszawie. Od młodości działał w klubie sportowym Czarni Lwów, którego był prezesem od 22 stycznia 1924 do 1925. Został członkiem Izby Przemysłowo-Handlowej we Lwowie. W połowie 1935 został mianowany członkiem Okręgowej Komisji Wyborczej nr 70 we Lwowie przed wyborami parlamentarnymi w 1935. W wyborach samorządowych z maja 1939 uzyskał mandat radnego Rady Miasta Lwowa startując z Listy Chrześcijańsko-Narodowej jako kandydat Obozu Zjednoczenia Narodowego.
Po zakończeniu wojny pozostawał na emigracji w Stanach Zjednoczonych. Zamieszkując w Forest Hills był członkiem wspierającym Instytutu Józefa Piłsudskiego w Ameryce. Do końca życia pozostawał w stopniu wojskowym kapitana rezerwy.
Zmarł 28 czerwca 1964 w Nowym Jorku i został pochowany na katolickim cmentarzu św. Rajmunda w dzielnicy Bronx w Nowym Jorku. Był żonaty z Gustawą (1898–1984, z domu Hawranek, po pierwszym mężu Borkowska), miał syna Rafała.

## Ordery i odznaczenia
- Krzyż Walecznych[2]
- Medal Niepodległości (9 listopada 1933)[16]
- Srebrny Krzyż Zasługi (19 marca 1931)[17]
- Krzyż Obrony Lwowa[2]